# 松堂站
松堂站（韓語：송당역）是朝鮮民主主義人民共和國咸鏡南道荣光郡的一個鐵路車站，属于长津线。

## 邻近车站
长津线
东阳站 - 松堂站 - 上通站